# Kennard Backman
Kennard Backman (Austell, 26 febbraio 1993) è un giocatore di football americano statunitense che milita nel ruolo di tight end per i Green Bay Packers della National Football League (NFL).

## Biografia

### Green Bay Packers
Dopo avere giocato al college a football alla University of Alabama at Birmingham, Backman fu scelto nel corso del sesto giro (213º assoluto) del Draft NFL 2015 dai Green Bay Packers. Debuttò come professionista subentrando nella gara del quarto turno contro i San Francisco 49ers. La sua stagione da rookie si concluse con 7 presenze, nessuna delle quali come titolare.

## Statistiche
| Partite totali         | 7 |
| Partite da titolare    | 0 |
| Ricezioni              | 0 |
| Yard su ricezione      | 0 |
| Touchdown su ricezione | 0 |

Statistiche aggiornate alla stagione 2015